# Симпсон (Пенсилванија)
Симпсон (енгл. Simpson) насељено је место без административног статуса у америчкој савезној држави Пенсилванија.

## Демографија
По попису из 2010. године број становника је 1.275.
| Група             | 2000.    | 2010.         |
| Белци             | 0 (0,0%) | 1.192 (93,5%) |
| Афроамериканци    | 0 (0,0%) | 11 (0,9%)     |
| Азијати           | 0 (0,0%) | 6 (0,5%)      |
| Хиспаноамериканци | 0 (0,0%) | 43 (3,4%)     |
| Укупно            | 0        | 1.275         |